# Listă de filme de groază din anii 1940
Aceasta este o listă de filme de groază din anii 1940.
| 1940                                  |                                                                   |                                                                                 |                                                       |                          |
| The Ape                               | William Nigh                                                      | Boris Karloff, Maris Wrixon                                                     | Statele Unite ale Americii                            | [ 1 ]                    |
| Before I Hang                         | Nick Grinde                                                       | Boris Karloff, Evelyn Keyes, Bruce Bennett                                      | Statele Unite ale Americii                            | [ 2 ]                    |
| Black Friday                          | Arthur Lubin                                                      | Boris Karloff, Bela Lugosi, Stanley Ridges                                      | Statele Unite ale Americii                            | [ 3 ]                    |
| The Devil Bat                         | Jean Yarbrough                                                    | Bela Lugosi, Suzanne Kaaren, Dave O'Brien                                       | Statele Unite ale Americii                            | [ 4 ]                    |
| The Door with Seven Locks             | Norman Lee                                                        | Leslie Banks, Lilli Palmer, Romilly Lunge                                       | Regatul Unit al Marii Britanii și al Irlandei de Nord | [ 5 ]                    |
| Dr. Cyclops                           | Ernest B. Schoedsack                                              | Albert Dekker, Thomas Coley, Janice Logan                                       | Statele Unite ale Americii                            | [ 6 ]                    |
| The Ghost Breakers                    | George Marshall                                                   | Bob Hope, Paulette Goddard, Richard Carlson                                     | Statele Unite ale Americii                            | [ 7 ]                    |
| The Invisible Man Returns             | Joe May                                                           | Cedric Hardwicke, Vincent Price, Nan Grey                                       | Statele Unite ale Americii                            | [ 8 ]                    |
| The Mummy's Hand                      | William Christy Cabanne                                           | Dick Foran, Peggy Moran, Wallace Ford                                           | Statele Unite ale Americii                            | [ 9 ]                    |
| Son of Ingagi                         | Richard Kahn                                                      | Zack Williams, Laura Bowman, Spencer Williams                                   | Statele Unite ale Americii                            | [ 10 ]                   |
| You'll Find Out                       | David Butler                                                      | Kay Kyser, Peter Lorre, Boris Karloff, Bela Lugosi                              | Statele Unite ale Americii                            | [ 11 ]                   |
| 1941                                  |                                                                   |                                                                                 |                                                       |                          |
| The Black Cat                         | Albert Rogell                                                     | Basil Rathbone, Hugh Herbert, Broderick Crawford, Bela Lugosi, Gale Sondergaard | Statele Unite ale Americii                            | [ 12 ]                   |
| The Devil Commands                    | Edward Dmytryk                                                    | Boris Karloff, Richard Fiske, Amanda Duff                                       | Statele Unite ale Americii                            | [ 13 ]                   |
| Dr. Jekyll and Mr. Hyde               | Victor Fleming                                                    | Spencer Tracy, Ingrid Bergman, Lana Turner                                      | Statele Unite ale Americii                            | [ 14 ]                   |
| Horror Island                         | George Waggner                                                    | Dick Foran, Leo Carrillo, Peggy Moran                                           | Statele Unite ale Americii                            | [ 15 ]                   |
| Invisible Ghost                       | Joseph H. Lewis                                                   | Bela Lugosi, Polly Ann Young, John McGuire                                      | Statele Unite ale Americii                            | [ 16 ]                   |
| King of the Zombies                   | Jean Yarbrough                                                    | Joan Woodbury, Dick Purcell, Mantan Moreland                                    | Statele Unite ale Americii                            | [ 17 ]                   |
| The Mad Doctor of Market Street       | Joseph H. Lewis                                                   | Una Merkel, Lionel Atwill, Nat Pendleton                                        | Statele Unite ale Americii                            | [ 18 ]                   |
| Man Made Monster                      | George Waggner                                                    | Lionel Atwill, Lon Chaney, Jr., Anne Nagel                                      | Statele Unite ale Americii                            | [ 19 ]                   |
| The Monster and the Girl              | Stuart Heisler                                                    | Ellen Drew, Robert Paige, Paul Lukas                                            | Statele Unite ale Americii                            | [ 20 ]                   |
| Spooks Run Wild                       | Phil Rosen                                                        | Bela Lugosi, Leo Gorcey, Huntz Hall, Bobby Jordan                               | Statele Unite ale Americii                            | [ 21 ]                   |
| The Wolf Man                          | George Waggner                                                    | Lon Chaney, Jr., Warren William, Claude Rains, Ralph Bellamy, Evelyn Ankers     | Statele Unite ale Americii                            | [ 22 ]                   |
| 1942                                  |                                                                   |                                                                                 |                                                       |                          |
| The Boogie Man Will Get You           | Lew Landers                                                       | Boris Karloff, Peter Lorre, Jeff Donnell                                        | Statele Unite ale Americii                            | [ 23 ]                   |
| Cat People                            | Jacques Tourneur                                                  | Simone Simon, Kent Smith, Tom Conway, Jane Randolph                             | Statele Unite ale Americii                            | [ 24 ]                   |
| The Corpse Vanishes                   | Wallace W. Fox                                                    | Bela Lugosi, Luana Walters, Tristram Coffin                                     | Statele Unite ale Americii                            | [ 25 ]                   |
| Dr. Renault's Secret                  | Harry Lachman                                                     | J. Carrol Naish, John Shepperd, Lynne Roberts, George Zucco                     | Statele Unite ale Americii                            | [ 26 ]                   |
| The Ghost of Frankenstein             | Erle C. Kenton                                                    | Lon Chaney, Jr., Cedric Hardwicke, Ralph Bellamy, Lionel Atwill, Bela Lugosi    | Statele Unite ale Americii                            | [ 27 ]                   |
| The Mad Monster                       | Sam Newfield                                                      | Johnny Downs, George Zucco, Anne Nagel                                          | Statele Unite ale Americii                            | [ 28 ]                   |
| The Mummy's Tomb                      | Harold Young                                                      | Lon Chaney, Jr., Dick Foran, Elyse Knox, Turhan Bey                             | Statele Unite ale Americii                            | [ 29 ]                   |
| Night Monster                         | Ford I. Beebe                                                     | Bela Lugosi, Lionel Atwill, Irene Hervey, Ralph Morgan                          | Statele Unite ale Americii                            | [ 30 ]                   |
| The Undying Monster                   | John Brahm                                                        | James Ellison, Heather Angel, John Howard, Bramwell Fletcher                    | Statele Unite ale Americii                            | [ 31 ]                   |
| 1943                                  |                                                                   |                                                                                 |                                                       |                          |
| The Ape Man                           | William Beaudine                                                  | Bela Lugosi, Wallace Ford, Louise Currie, Minerva Urecal                        | Statele Unite ale Americii                            | [ 32 ]                   |
| Captive Wild Woman                    | Edward Dmytryk                                                    | Evelyn Ankers, Acquanetta, John Carradine                                       | Statele Unite ale Americii                            | [ 33 ]                   |
| Carnival of Sinners                   | Maurice Tourneur                                                  | Antoine Balpêtré, Pierre Fresnay, André Bacque                                  | Franța                                                | [ 34 ]                   |
| Dead Men Walk                         | Sam Newfield                                                      | George Zucco, Mary Carlisle, Ned Young, Dwight Frye                             | Statele Unite ale Americii                            | [ 35 ]                   |
| Frankenstein Meets the Wolf Man       | Roy William Neill                                                 | Lon Chaney, Jr., Ilona Massey, Patric Knowles, Lionel Atwill, Bela Lugosi       | Statele Unite ale Americii                            | [ 36 ]                   |
| I Walked with a Zombie                | Jacques Tourneur                                                  | Tom Conway, Frances Dee, James Ellison, Edith Barrett                           | Statele Unite ale Americii                            | [ 37 ]                   |
| The Mad Ghoul                         | James Hogan                                                       | David Bruce, Evelyn Ankers, George Zucco, Robert Armstrong                      | Statele Unite ale Americii                            | [ 38 ]                   |
| The Mysterious Doctor                 | Ben Stoloff                                                       | John Loder, Eleanor Parker, Lester Matthews                                     | Statele Unite ale Americii                            | [ 39 ]                   |
| Revenge of the Zombies                | Steve Sekely                                                      | John Carradine, Robert Lowery, Gale Storm, Veda Ann Borg                        | Statele Unite ale Americii                            | [ 40 ]                   |
| The Seventh Victim                    | Mark Robson                                                       | Kim Hunter, Tom Conway, Isabel Jewell                                           | Statele Unite ale Americii                            | [ 41 ]                   |
| Son of Dracula                        | Robert Siodmak                                                    | Lon Chaney, Jr., Robert Paige, Louise Allbritton, Evelyn Ankers                 | Statele Unite ale Americii                            | [ 42 ]                   |
| 1944                                  |                                                                   |                                                                                 |                                                       |                          |
| The Climax                            | George Waggner                                                    | Boris Karloff, Susanna Foster, Turhan Bey                                       | Statele Unite ale Americii                            | [ 43 ]                   |
| Crazy Knights                         | William Beaudine                                                  | Billy Gilbert, Maxie Rosenbloom, Shemp Howard                                   | Statele Unite ale Americii                            | [ 44 ]                   |
| Cry of the Werewolf                   | Henry Levin                                                       | Nina Foch, Stephen Crane, Osa Massen                                            | Statele Unite ale Americii                            | [ 45 ]                   |
| The Ghost Catchers                    | Edward F. Cline                                                   | Ole Olsen, Chic Johnson, Gloria Jean                                            | Statele Unite ale Americii                            | [ 46 ]                   |
| House of Frankenstein                 | Erle C. Kenton                                                    | Boris Karloff, J. Carrol Naish, Lon Chaney, Jr., John Carradine                 | Statele Unite ale Americii                            | [ 47 ]                   |
| Jungle Woman                          | Reginald Le Borg                                                  | Evelyn Ankers, J. Carrol Naish, Samuel S. Hinds                                 | Statele Unite ale Americii                            | [ 48 ]                   |
| The Lady and the Monster              | George Sherman                                                    | Vera Ralston, Richard Arlen, Mary Nash, Sidney Blackmer                         | Statele Unite ale Americii                            | [ 49 ]                   |
| The Man in Half Moon Street           | Ralph Murphy                                                      | Nils Asther, Helen Walker                                                       | Statele Unite ale Americii                            | [ 50 ]                   |
| The Monster Maker                     | Sam Newfield                                                      | J. Carrol Naish, Ralph Morgan, Tala Birell                                      | Statele Unite ale Americii                            | [ 51 ]                   |
| The Mummy's Curse                     | Leslie Goodwins                                                   | Lon Chaney, Jr., Peter Coe, Virginia Christine                                  | Statele Unite ale Americii                            | [ 52 ]                   |
| The Mummy's Ghost                     | Reginald Le Borg                                                  | Lon Chaney, Jr., John Carradine, Ramsay Ames, Robert Lowery                     | Statele Unite ale Americii                            | [ 53 ]                   |
| Return of the Ape Man                 | Phil Rosen                                                        | Bela Lugosi, John Carradine, George Zucco                                       | Statele Unite ale Americii                            | [ 54 ]                   |
| The Return of the Vampire             | Lew Landers                                                       | Bela Lugosi, Frieda Inescort, Nina Foch, Roland Varno                           | Statele Unite ale Americii                            | [ 55 ] [ 56 ]            |
| The Tower of the Seven Hunchbacks     | Edgar Neville                                                     | Antonio Casal, Isabel de Pomés                                                  | Spania                                                | [ 57 ]                   |
| The Uninvited                         | Lewis Allen                                                       | Ray Milland, Gail Russell, Ruth Hussey                                          | Statele Unite ale Americii                            | [ 58 ]                   |
| Voodoo Man                            | William Beaudine                                                  | Bela Lugosi, John Carradine, George Zucco                                       | Statele Unite ale Americii                            | [ 59 ]                   |
| Weird Woman                           | Reginald Le Borg                                                  | Lon Chaney, Jr., Anne Gwynne, Evelyn Ankers                                     | Statele Unite ale Americii                            | [ 60 ]                   |
| 1945                                  |                                                                   |                                                                                 |                                                       |                          |
| Dead of Night                         | Alberto Cavalcanti, Charles Crichton, Basil Dearden, Robert Hamer | Mervyn Johns, Michael Redgrave, Sally Ann Howes, Mary Merrall                   | Regatul Unit al Marii Britanii și al Irlandei de Nord | [ 61 ]                   |
| Fog Island                            | Terry O. Morse                                                    | George Zucco, Lionel Atwill, Jerome Cowan                                       | Statele Unite ale Americii                            | [ 62 ]                   |
| House of Dracula                      | Erle C. Kenton                                                    | Lon Chaney, Jr., John Carradine, Martha O'Driscoll, Lionel Atwill               | Statele Unite ale Americii                            | [ 63 ]                   |
| Isle of the Dead                      | Mark Robson                                                       | Boris Karloff, Ellen Drew, Marc Cramer, Katherine Emery                         | Statele Unite ale Americii                            | [ 64 ]                   |
| Jungle Captive                        | Harold Young                                                      | Otto Kruger, Amelita Ward, Phil Brown                                           | Statele Unite ale Americii                            | [ 65 ]                   |
| The Picture of Dorian Gray            | Albert Lewin                                                      | George Sanders, Hurd Hatfield, Donna Reed                                       | Statele Unite ale Americii                            | Supernatural horror film |
| The Vampire's Ghost                   | Lesley Selander                                                   | John Abbott, Charles Gordon, Peggy Stewart                                      | Statele Unite ale Americii                            | [ 67 ]                   |
| Zombies on Broadway                   | Gordon M. Douglas                                                 | Alan Carney, Bela Lugosi, Wally Brown                                           | Statele Unite ale Americii                            | [ 68 ]                   |
| 1946                                  |                                                                   |                                                                                 |                                                       |                          |
| The Beast with Five Fingers           | Robert Florey                                                     | Robert Alda, Andrea King, Peter Lorre                                           | Statele Unite ale Americii                            | [ 69 ]                   |
| The Cat Creeps                        | Erle C. Kenton                                                    | Fred Brady, Lois Collier, Paul Kelly                                            | Statele Unite ale Americii                            | [ 70 ]                   |
| The Catman of Paris                   | Lesley Selander                                                   | Carl Esmond, Lenore Aubert, Adele Mara                                          | Statele Unite ale Americii                            | [ 71 ]                   |
| The Devil Bat's Daughter              | Frank Wisbar                                                      | Rosemary La Planche, John James, Michael Hale                                   | Statele Unite ale Americii                            | [ 72 ]                   |
| The Face of Marble                    | William Beaudine                                                  | John Carradine, Claudia Drake, Robert Shayne                                    | Statele Unite ale Americii                            | [ 73 ]                   |
| The Flying Serpent                    | Sherman Scott                                                     | George Zucco, Ralph Lewis, Hope Kramer                                          | Statele Unite ale Americii                            | [ 74 ]                   |
| House of Horrors                      | Jean Yarbrough                                                    | Robert Lowery, Martin Kosleck, Rondo Hatton                                     | Statele Unite ale Americii                            | [ 75 ]                   |
| The Mask of Diijon                    | Lew Landers                                                       | Erich Von Stroheim, Jeanne Bates, William Wright                                | Statele Unite ale Americii                            | [ 76 ]                   |
| She-Wolf of London                    | Jean Yarbrough                                                    | Don Porter, June Lockhart, Sara Haden                                           | Statele Unite ale Americii                            | [ 77 ]                   |
| The Spider Woman Strikes Back         | Arthur Lubin                                                      | Brenda Joyce, Gale Sondergaard, Kirby Grant                                     | Statele Unite ale Americii                            | [ 78 ]                   |
| Strangler of the Swamp                | Frank Wisbar                                                      | Rosemary La Planche, Robert Barrat, Blake Edwards                               | Statele Unite ale Americii                            | [ 79 ]                   |
| Valley of the Zombies                 | Philip Ford                                                       | Robert Livingston, Adrian Booth, Ian Keith                                      | Statele Unite ale Americii                            | [ 80 ]                   |
| 1948                                  |                                                                   |                                                                                 |                                                       |                          |
| Abbott and Costello Meet Frankenstein | Charles Barton                                                    | Bud Abbott, Lou Costello, Lon Chaney, Jr.                                       | Statele Unite ale Americii                            | Horror comedy            |
| The Creeper                           | Jean Yarbrough                                                    | Eduardo Ciannelli, Onslow Stevens, June Vincent                                 | Statele Unite ale Americii                            | [ 82 ]                   |
| 1949                                  |                                                                   |                                                                                 |                                                       |                          |
| New Version of the Ghost of Yotsuya   | Keisuke Kinoshita                                                 | Kinuyo Tanaka, Ken Uehara, Hisako Yamane                                        | Japonia                                               | [ 83 ]                   |